# Stanton (Kentucky)
Stanton és una població dels Estats Units a l'estat de Kentucky. Segons el cens del 2000 tenia 3.029 habitants.

## Demografia
Segons el cens del 2000, Stanton tenia 3.029 habitants, 1.222,5 habitatges, i 856,6758 famílies. La densitat de població era de 593,7 habitants/km².
Dels 1.222,5 habitatges en un 33,8% hi vivien nens de menys de 18 anys, en un 49,8% hi vivien parelles casades, en un 16,5% dones solteres, i en un 29,9% no eren unitats familiars. En el 26,6% dels habitatges hi vivien persones soles l'11,1% de les quals corresponia a persones de 65 anys o més que vivien soles. El nombre mitjà de persones vivint en cada habitatge era de 2,4 i el nombre mitjà de persones que vivien en cada família era de 2,87.
Per edats la població es repartia de la següent manera: un 24,4% tenia menys de 18 anys, un 11,6% entre 18 i 24, un 28,3% entre 25 i 44, un 21,2% de 45 a 60 i un 14,6% 65 anys o més.
L'edat mediana era de 35 anys. Per cada 100 dones de 18 o més anys hi havia 86 homes.
La renda mediana per habitatge era de 25.750 $ i la renda mediana per família de 29.781 $. Els homes tenien una renda mediana de 25.081 $ mentre que les dones 20.432 $. La renda per capita de la població era de 13.521 $. Entorn del 19,5% de les famílies i el 22,3% de la població estaven per davall del llindar de pobresa.

## Poblacions més properes
El següent diagrama mostra les poblacions més properes.